# Munksgaards ordbøger
Munksgaards Forlag havde et bredt program af velrenommerede ordbøger, da bogafdelingen blev solgt til Gyldendal i 1999. Gyldendal har genudgivet nogle af bøgerne med samme karakteristiske grønne omslag (eksempelvis Spansk-dansk ordbog og Dansk-spansk ordbog), nogle er genudgivet i serien Gyldendals Røde Ordbøger (eksempelvis Dansk fremmedorbog), og nogle er udgået.
Gyldendal har endvidere anvendt den grønne farve til fire særudgaver (Eng-Da, Da-Eng, Ty-Da og Da-Ty) til Coop Danmark, men disse bygger på Gyldendals Røde Mediumordbøger.
- Danske dobbeltformer Valgfri former i retskrivningen (udgået)
- Mini-ordbogen (udgået, overtaget af Alinea)
- Maxi-ordbogen (udgået, overtaget af Alinea)
- Den store danske udtaleordbog
- Fremmedordbog (udgået, indgået i Dansk fremmedordbog)
- Omvendt fremmedordbog (udgået, indgået i Dansk fremmedordbog)
- Dansk fremmedordbog med Omvendt fremmedordbog (genudgivet som Stor Rød Ordbog)
- Ordbog over Danmarks plantenavne
- Danske bogstavpar
- Kryds-og-tværs ordbog
- Krydsordsnøglen
- Krydsordsdirken
- Kæmpekryds (Kryds-og-tværs ordbog, Krydsordsnøglen i uddrag, Krydsordsdirken i uddrag og Baglænsordbog)
- Stave-nøglen
- Talemåder i dansk Ordbog over idiomer (genudgivet som Rød Ordbog)

- Retsplejeordbog
- Matematikordbog
- Anatomisk ordbog
- Nordisk odontologisk ordbog
- Edb-ordbog opslagsbog i informationsteknologi

- Italiensk-dansk ordbog
- Dansk-italiensk ordbog
- Spansk-dansk håndordbog
- Spansk-dansk ordbog (genudgivet af Gyldendal)
- Spansk-dansk ordbog Bratli (genudgivet som Stor Rød Ordbog)
- Dansk-spansk ordbog (genudgivet af Gyldendal)
- Portugisisk-dansk & dansk-portugisisk lommeordbog (genudgivet som Rød Lommeordbog)
- Engelsk-dansk ordbog (stor ordbog)
- Engelsk-dansk ordbog
- Dansk-nygræsk ordbog
- Japansk-dansk ordbog